# Dracaena forbesii
Dracaena forbesii är en sparrisväxtart som först beskrevs av Otto Degener, och fick sitt nu gällande namn av Stephen Jankalski. Dracaena forbesii ingår i släktet dracenor, och familjen sparrisväxter. Inga underarter finns listade i Catalogue of Life.

## Bildgalleri

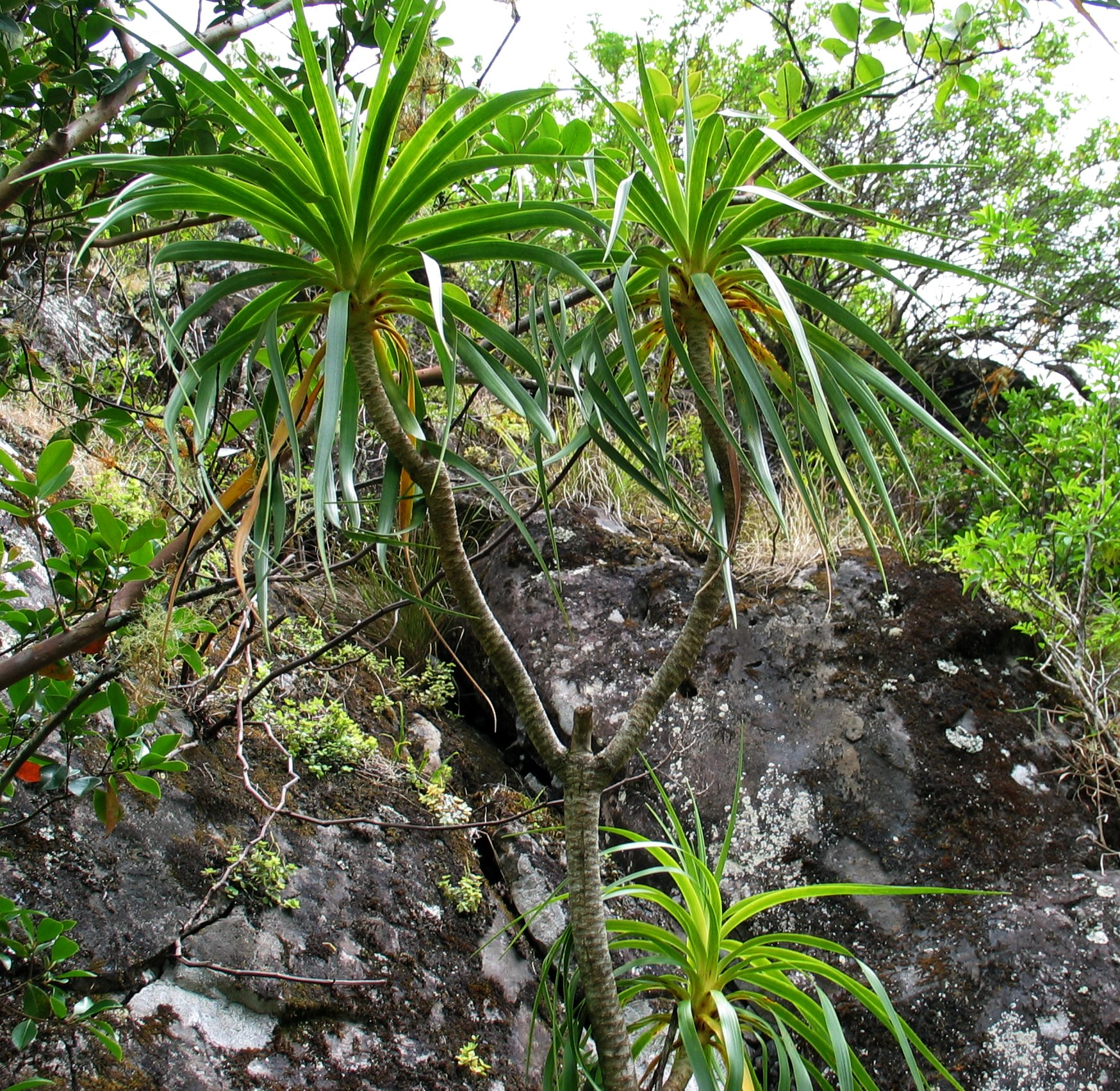
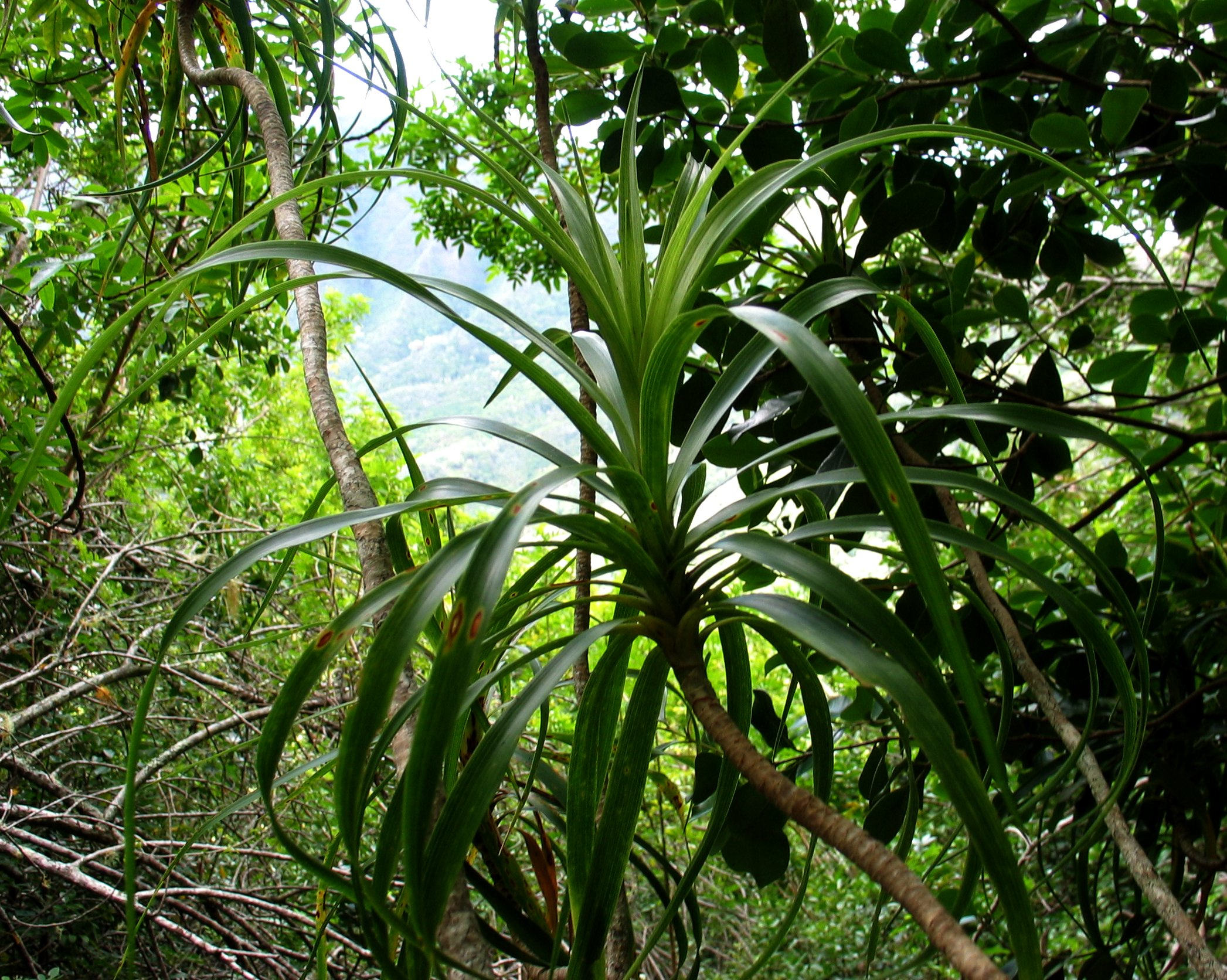
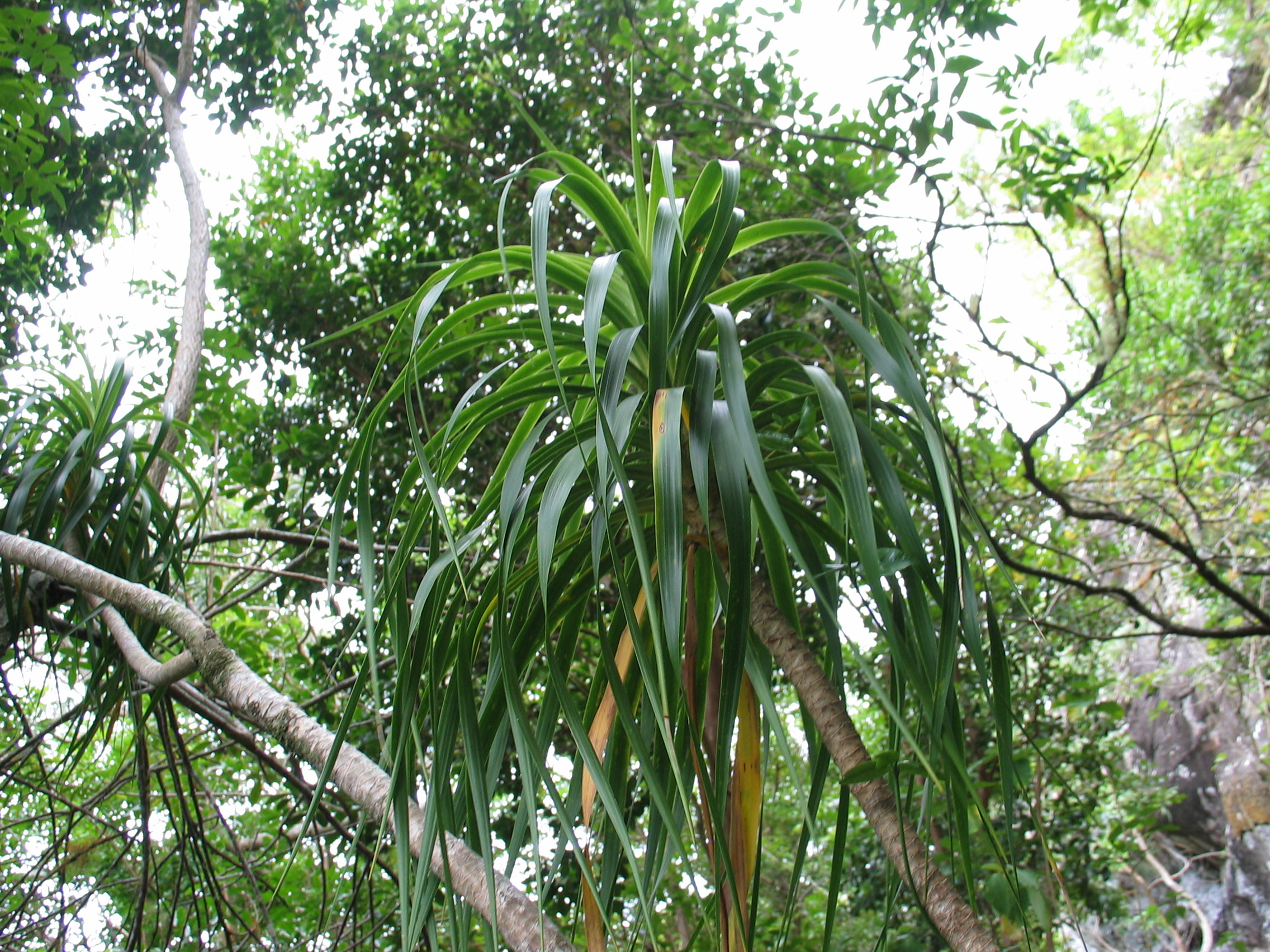
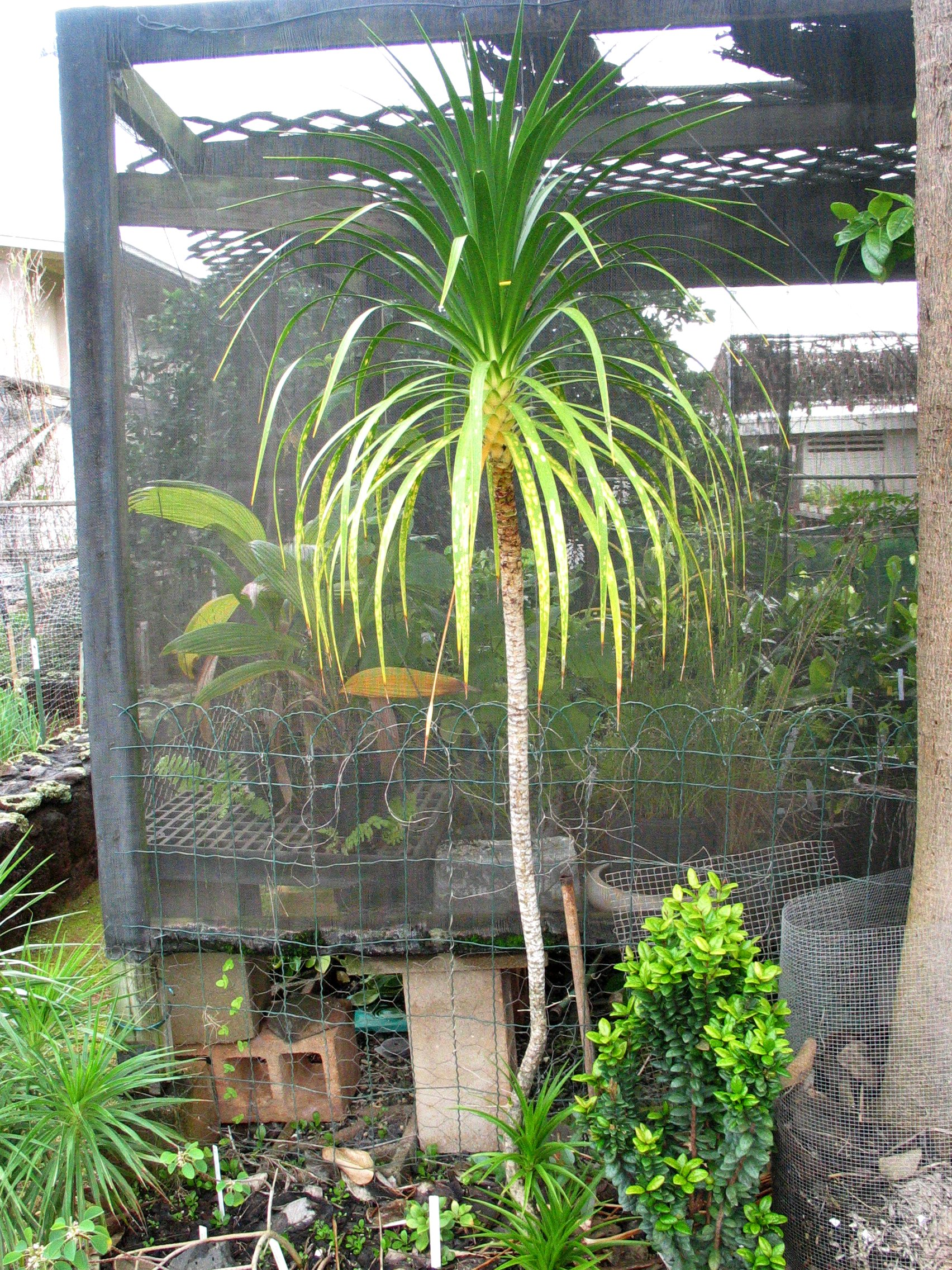